# Fish-Vergaser

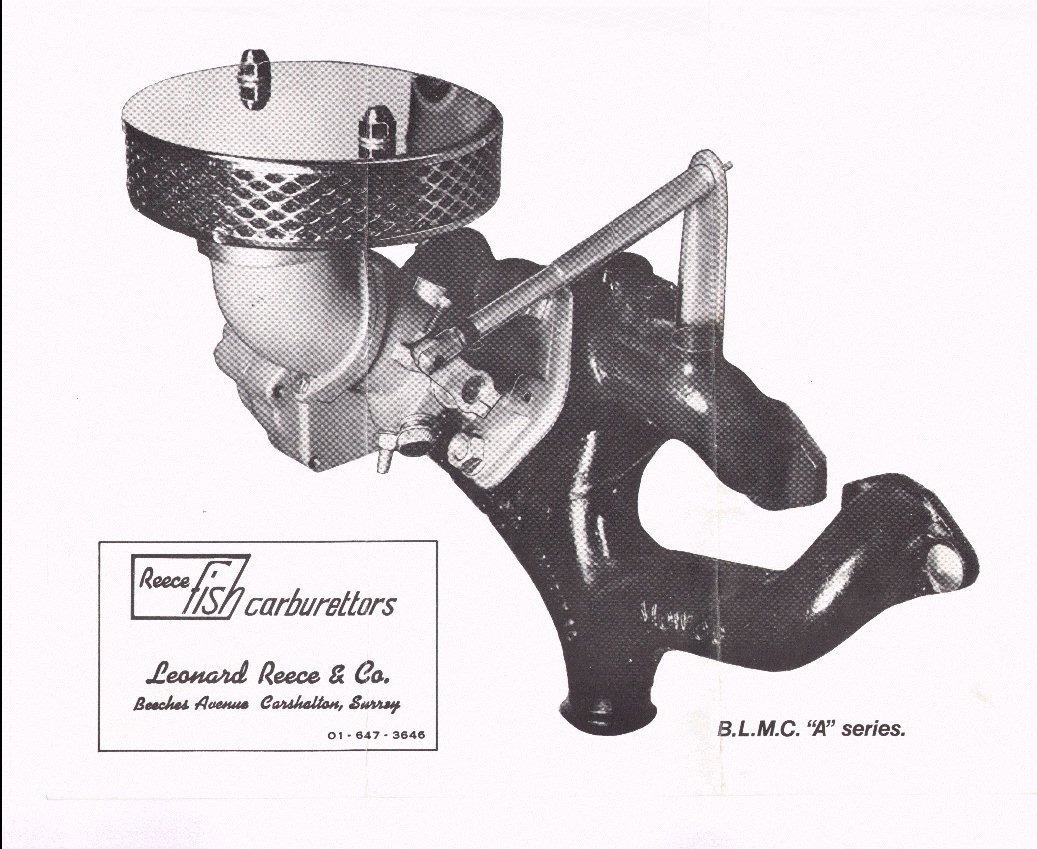
Reece Fish Vergaser

Der Fish-Vergaser geht zurück auf eine Erfindung des Amerikaners John Robert Fish aus den 1930er Jahren. J. R. Fish war kein Ingenieur, eher eine Art "Allround-Erfinder" mit einem großen Wissen über Druckdifferenzen und Mechanik.

## Hintergrund
J. R. Fish beschäftigte sich erstmals mit Vergasern, als er deren große Problematik erkannte. Nach einer scharf gefahrenen Kurve mit seinem Ford Model T starb ihm der Motor ab.
Konventionelle Vergaser sind sehr abhängig von einem korrekten Schwimmerstand. In scharfen Kurven wird im Extremfall, bedingt durch die Fliehkraft, Benzin in die Düse gedrückt oder dieser entzogen.
Beides wirkt sich auf den Motorlauf aus, im Extremfall stirbt der Motor sogar ganz ab und muss neu gestartet werden. Große V8-Vergaser hatten deshalb ringsherum bis zu 4 Schwimmerkammern, um dem entgegenzuwirken.
Herkömmliche Vergaser beruhen auf dem Venturiprinzip; einströmende Luft wird beschleunigt und reißt den Kraftstoff aus der Düse mit, dieser wird zerstäubt und schließlich der Verbrennung zugeführt.
Da Benzin im Verhältnis zu Luft sehr träge ist, muss besonders bei niedriger Drehzahl des Motors eine eher zu fette Abstimmung gewählt werden, da der Kraftstoff nicht richtig/effizient zerstäubt werden kann. Das Gemisch wird meist durch weitere Venturis oder Jets künstlich wieder abgemagert. Schlecht zerstäubter Sprit verbrennt auch nicht besonders gut.

### Entwicklung
Fish experimentierte deshalb mit diversen Vergasern und kam zu dem Schluss, dass für seine Ziele eine Neuentwicklung nötig sei.
Diese bot gleich mehrere Vorteile:
- Bessere Verbrennung/Gemischbildung
- Weniger Verbrauch
- Mehr Leistung
- Relative Unabhängigkeit von Schwimmerständen
- Unabhängigkeit von atmosphärischen Einflüssen

## Funktionsprinzip
Der Fish-Vergaser basiert nicht auf dem Venturi-Prinzip, sondern auf dem Prinzip der Druckdifferenz.

### Aufbau
Er kommt ohne Düsen, Vergasernadeln oder Jets in konventioneller Art aus. Stattdessen verfügt er über eine Reihe von Löchern in einer hohlen Drosselklappenwelle. Auf der Einlassseite sind diese etwas größer als auf der Motorseite.
Die Drosselklappe selbst ist nur auf die Welle geklemmt. Sie endet direkt in der Schwimmerkammer des Vergasers.
Diese ist auch eher unkonventionell. Sie ist durch eine Messingplatte in zwei Kompartimente unterteilt. Im äußeren findet sich ein gewöhnlicher Schwimmer, im inneren, vergaserseitigen, ein ebenfalls hohler Messingarm, welcher mit der Drosselklappenwelle fest verbunden ist. Er passt gerade eben zwischen Trennwand und Gehäuse. Wenn die Drosselklappe bewegt wird, schwingt er durch die kleinere Schwimmerkammer.  Gleichzeitig dient er als Beschleunigungspumpe. Die schon angesprochene Messingplatte ist mit zwei Löchern versehen. Das Loch auf der "Vollgasseite" ist mit einem Rückschlagventil versehen. Tritt man nun scharf auf das Gaspedal, schnellt der Arm in Folge in Richtung des Rückschlagventils, dieses schließt sich und das Benzin wird somit unter Druck gesetzt. Als einziger Ausweg bleibt noch der hohle Arm, durch den das Benzin in den Vergaser gespritzt wird.
Diese Pumpe arbeitet so effizient, dass der Druck reduziert werden muss. Das geschieht durch das sog. Meetering-Groove, eine tiefer werdende Rille, durch die ein Teil des Benzins am Arm vorbeifließen kann. Der Motor würde sonst "absaufen".
Gleichzeitig sorgt sie dafür, dass bei normaler Gasbetätigung nicht unbedingt Benzin injiziert wird.
Die wichtigste Regulationsinstanz ist jedoch eine Schraube in der hohlen Drosselklappenwelle, welche die totale Menge an Benzin reguliert, das in den Vergaser gelangen darf.

### Funktion
Im Leerlauf und Teillastbereich strömt die angesaugte Luft durch die Löcher in der Drosselklappenwelle und vermischt sich mit dem Benzin. Das Gemisch tritt auf der Unterseite wieder aus und gelangt zur Verbrennung.
Das Verhältnis von Luft und Kraftstoff wird dabei vom herrschenden Unterdruck wie auch vom Winkel der Drosselklappe zur Welle beeinflusst. Durch Drehen der Drosselklappe auf der Drosselklappenwelle wird nicht die (relative) Menge an Kraftstoff im Verhältnis zur Luft, sondern die (relative) Menge an Luft zum Kraftstoff verändert.
In Richtung Vollgas, respektive senkrecht stehender Drosselklappe werden alle Bohrungen immer mehr zu Austrittsöffnungen. Bei 90° Drosselklappenwinkel bildet die recht massive Drosselklappe eine Art umgekehrte Venturiform. Alle Bohrungen fungieren jetzt als Düse.
Durch diesen Aufbau bedüst sich der Vergaser quasi ständig automatisch selbst. Umgebungsdrücke nehmen keinen solch merklichen Einfluss auf die Abstimmung, wie bei anderen Vergasern. Durch die vielen Bohrungen in der Drosselklappenwelle, resp. Düsen, zerstäubt der Fish-Vergaser den Kraftstoff viel feiner. Das sorgt für weniger Verbrauch und verbesserte Verbrennung.
Im Leerlauf gibt es ein Korrekturventil, welches das Leerlaufgemisch zusätzlich abmagert.

### Pro & Contra
Der große Nachteil des Fish-Vergasers ist, dass er ein möglichst hohes Vakuum bzw. Unterdruck benötigt, um ordentlich zu funktionieren. Kleinvolumige Motoren sollten deshalb mit einem möglichst kleinen Vergaser gefahren werden. Modernen Abgasbestimmungen wird er nicht gerecht, bedingt durch die starke Beschleunigungspumpe.
Bei kleinvolumigen Motoren (zum Beispiel Mini) empfiehlt es sich, die Verdichtung zu erhöhen, um eine optimale Funktion zu gewährleisten. Sonst kann der Vergaser sogar zu höherem Verbrauch führen, da er nicht sauber arbeiten kann.

## Geschichte
Im Amerika der 1930er Jahre verkaufte John Robert Fish seinen Vergaser anfangs sehr erfolgreich. Er zog mit seiner Firma bald nach Florida, wo er den Vergaser im Motorsport populär machen konnte. Vor allem bei den Rennen auf dem Daytona International Speedway gelangen J. R. Fishs Rennwagen beachtliche Erfolge. Aber auch hier wurde er boykottiert. Kurz vor dem finanziellen Ruin überredete ihn ein Freund, eine kleinere Version des Vergasers zu fertigen (bisher war er nur für großvolumige V8-Motoren konzipiert gewesen), um den Anfang der 1950er Jahre wachsenden Markt der VW Käfer zu bedienen.
Das rettete die Firma aber nur kurz und schließlich wurden sämtliche Rechte zuerst an den Kanadier Eric Liebman übertragen. Als dieser den Bedarf in Europa nicht mehr decken konnte, übertrug Liebman die Rechte an Bob Henderson aus England. Dieser fertigte den Vergaser in der kleinen Ausführung für VW Käfer, Mini Cooper und weitere europäische Fahrzeuge unter dem Namen Minnow-Fish.
Später, in den 1960er Jahren, gingen die Rechte an Leonard Reece, der den Vergaser abermals verbesserte. Unter anderem verfügte er jetzt über eine frei drehbare Schwimmerkammer und konnte somit in allen Positionen und Lagen an einem Fahrzeug angebracht werden. Das war ein großer Wettbewerbsvorteil, und so wurde der "Reece-Fish"-Vergaser in den 1960er und 1970er Jahren nicht zuletzt auch durch seinen günstigen Preis zu einem der populärsten Zubehörvergaser.